# Giovanni Battista Caruso
Giovanni Battista Caruso, en latin Carusius, (né à Polizzi Generosa le 27 décembre 1673 et mort dans la même ville le 8 octobre 1724) est un historien sicilien.

## Biographie
Giovanni Battista Caruso naquit à Polizzi, près de Palerme, le 27 décembre 1675. La lecture des ouvrages de Bacon le dégoûta de la philosophie scolastique qu’on lui enseignait chez les jésuites e Palerme ; il se mit à étudier avec ardeur celle de Descartes et de Gassendi, et il finit par tomber dans le scepticisme. En 1700, ayant eu l’occasion d’accompagner à Paris deux jeunes gentilshommes, il fit connaissance avec les savants les plus distingués de cette capitale, et surtout avec le P. Mabillon, qui lui inspira le goût des recherches historiques. De retour dans sa patrie, il se livra exclusivement à cette étude jusqu’à sa mort, arrivée le 15 octobre 1724.

## Œuvres
- Memorie istoriche della Sicilia, dal tempo de’ suoi primieri abitatori, sino alla coronazione del re Vittorio-Amedeo, Palerme, 1716, in-fol. Ce tome 1er ne va que jusqu’à l’an 1054 ; le tome 2e, qui va jusqu’aux Vêpres siciliennes, et le tome 3, qui termine l’ouvrage, furent publiés par son frère, François Caruso, en 1745.
- Historiæ saraceno-siculæ varia Monumenta, insérée dans le t. 1er, part. 2, des Rerum Italic. Scriptores de Muratori.
- Bibliotheca historica Siciliæ, seu historicorum de rebus Siculis a Saracenorum invasione ad Aragonensium principatum collectio, Palerme, 1720-1723, 2 vol. in-fol. C’est un recueil de plusieurs historiens du Moyen Âge, dont les uns n’avaient jamais été imprimés, et les autres étaient devenus rares. On peut voir le détail des trente pièces que renferme cette collection dans Fabricius, Conspectus thesauri litter. Italiæ, p. 73-78.